# あいら伊豆農業協同組合
あいら伊豆農業協同組合（あいらいずのうぎょうきょうどうくみあい）は、静岡県伊東市に本店を置いていた農業協同組合。2022年4月1日に、本農業協同組合と富士市農業協同組合、富士宮農業協同組合、御殿場農業協同組合、南駿農業協同組合、伊豆の国農業協同組合、三島函南農業協同組合、伊豆太陽農業協同組合が合併して、富士伊豆農業協同組合を発足して消滅した。

## 管轄地域
- 伊東市
- 熱海市

## 事業内容
- JAバンク
- JA共済
- ローンセンター
- いで湯こ市場(ファーマーズ)
- メモリアルセンター

## 管内の主な産物
- みかん
- だいだい
- いちじく
- いちご